# Cedarville (Arkansas)
Cedarville ist eine City im Crawford County im US-Bundesstaat Arkansas.
Laut Volkszählung im Jahr 2000 hatte sie eine Einwohnerzahl von 1113 auf einer Fläche von 22,7 km². Die Bevölkerungsdichte liegt bei 49 pro km².